# Distrito de Transporte Rápido del Área de la Bahía
El Distrito de Transporte Rápido del Área de la Bahía (en inglés: Bay Area Rapid Transit District)  (BARTD) es la entidad que regula, administra y mantiene al sistema de Tránsito Rápido del Área de la Bahía (BART). El distrito administra y mantiene a todas las estaciones en los condados de Alameda, Contra Costa y San Francisco. El sistema también abastece al norte del condado de San Mateo y está siendo extendido hasta el condado de Santa Clara pero estos condados aún no tienen representantes en el distrito.

## Historia
El BARTD fue creado a mediados del siglo XX para proveer una alternativa de transporte entre los suburbios del Este de la Bahía y los centros de empleo en el Distrito Financiero de San Francisco y a menor medida al Centro de Oakland y el Centro de Berkeley. El distrito inicialmente había incluido a los condados de San Mateo y Marin.

## Geografía
El Metro conecta las ciudades centrales de San Francisco y Oakland con comunidades suburbanos y sirve ante todo viajeros diarios a trabajo. Tiene 5 líneas y 44 estaciones. Tiene acceso directo al Aeropuerto Internacional de San Francisco y al Aeropuerto de Oakland de la Bahía de San Francisco. Varias estaciones tienen paradas de autobús regional. Las estaciones Embarcadero, Montgomery, Powell y Civic Center tienen conexiones directas a los trenes ligeros de Muni. La estación Millbrae tiene conexión a Caltrain. Existen planes para extender el sistema a San Jose, Livermore y pueblos del este del condado de Contra Costa. Los trenes pasan por el Tubo Transbay bajo la Bahía entre San Francisco y Oakland.

## Estructura
El BARTD está dividido en 9 distritos con nueve miembros de una junta en el que uno es el presidente. Los actuales miembros son: Distrito 1: Gail Murray, Distrito 2: Joel Keller, Distrito 3: Bob Franklin (Presidente), Distrito 4: Robert Raburn, Distrito 5: John McPartland, Distrito 6: Thomas Blalock, Distrito 7: Lynette Sweet, Distrito 8: James Fang y el Distrito 9: Tom Radulovich.